# Бригада С
„Бригада С“ е руска рок група. Създадена е през 1984 г. от Гарик Сукачов и Сергей Галанин.

## История
През януари 1984 г. Гарик Сукачов (вокал и китара) и Сергей Галанин (бас китара) събират първия състав на Бригада С. Във формацията са Александър Горячов (китара), Лев Андреев (клавишни), Игор Ярцев (барабани), Карен Саркисов (перкусии), Леонид Челяпов (саксофон), Игор Марков и Евгений Коротков (туба) и Максим Лихачов (тромбон). Едни от първите хитове на групата са „Человек в шляпе“, „Сан Франциско“ и „Наследник“.
През 1987 г. продуцент на Бригада С става Стас Намин. Групата участва във фестивалите „Литуаника“ и „Рок панорама“. През 1988 г. е издаден първият албум на Бригада С, поделен с Наутилус Помпилиус. Музикантите се снимат във филма Трагедия в рок стил. През 1989 г. Бригада С участва в Moscow Music Peace Festival. По време на записите на следващия албум обаче Галанин напуска групата и основава нова формация по името Бригадири.
През 1991 г. Бригада С участва в концерта „Рок против терора“ и издава албума „Алергий – нет“. Същата година Галанин се завръща в състава на групата и е издаден албума „Все это рок-н-ролл“. През 1993 г. Бригада С записва последния си албум „Реки“. След напускането на продуцента Дмитрий Гойсман формацията се разпада. Гарик Сукачов основава група Неприкасаемие, а Сергей Галанин – СерьГа.
През октомври 2015 г. групата се събира отново с концерт по случай юбилея на Московската рок лаборатория.

## Дискография
- 1988 – Наутилус Помпилиус и Бригада С
- 1988 – Добро пожаловать в запретную зону (Магнитоальбом)
- 1988 – Ностальгическое танго (Магнитоальбом)
- 1991 – Аллергии – нет!
- 1992 – Всё это рок-н-ролл
- 1993 – Реки